# Valpromide
Valpromide è una carbossammide derivata dell'acido valproico, utilizzata nel trattamento dell'epilessia e di alcuni disturbi affettivi. In Italia è venduta dalla società Sanofi-Aventis con il nome commerciale di Depamide nella forma farmaceutica di compresse gastroresistenti contenenti 300 mg di principio attivo.

## Farmacodinamica
La molecola è uno psicofarmaco che svolge un'attività stabilizzante sulle psicosi, sia di tipo depressivo sia quelle caratterizzate da eccitamento ricorrente. È pure attiva nelle forme ciclotimiche tipiche, con alternanza di fasi depressive e fasi di eccitamento psicomotorio. L'attività anticomiziale del farmaco è sostanzialmente correlata ad un meccanismo di inibizione dell'impulso sinaptico legato all'attività dell'acido γ-amminobutirrico (GABA). Valpromide inibisce l'enzima microsomiale umano epossido idrolasi, responsabile di una tappa del metabolismo della carbamazepina.

## Farmacocinetica
Dopo somministrazione per via orale il composto è rapidamente assorbito dal tratto gastrointestinale. 
L'assunzione del composto con il cibo riduce gli effetti avversi di tipo gastro-intestinale e nel contempo ne migliora l'assorbimento.
La concentrazione plasmatica massima viene raggiunta circa 4 ore dopo l'assunzione. Nell'organismo, prevalentemente a livello intestinale, valpromide viene in gran parte (80% circa) e rapidamente metabolizzata ad acido valproico, anch'esso dotato di proprietà anticonvulsivanti. Dopo circa 2-3 giorni di assunzioni regolari la molecola ed i suoi metaboliti raggiungono un tasso sierico stabile. Valpromide oltrepassa la barriera ematoencefalica e diffonde nel liquido cefalorachidiano. L'emivita dell'acido valproico, il principale metabolita attivo, è pari a circa 8-20 ore. L'eliminazione avviene sostanzialmente attraverso l'emuntorio renale, sia come farmaco immodificato sia come acido valproico o altri metaboliti.

## Usi clinici
Il farmaco trova indicazione nel trattamento dell'epilessia generalizzata e focalizzata, nelle assenze e nelle mioclonie da piccolo male, nell'epilessia psicomotoria. È stato utilizzato come coadiuvante nei soggetti affetti da disturbo depressivo, nell'eccitamento maniacale e nella agitazione psicomotoria correlata ad alterazioni cerebrali senili ed in soggetti con dipendenza da sostanze o tossicomani.

## Effetti collaterali e indesiderati
Sono stati segnalati casi di soggetti con disturbi gastrointestinali (dispepsia, nausea, vomito, dolore addominale epigastrico, diarrea). Più raramente si può verificare  tendenza all'aumento degli enzimi epatici (AST ed ALT in particolare) e casi di pancreatite.

## Controindicazioni
Il farmaco è controindicato nei soggetti con ipersensibilità individuale nota verso il principio attivo oppure verso uno qualsiasi degli eccipienti della formulazione farmaceutica. È inoltre controindicato negli individui con storia personale o familiare di epatopatia iatrogena (da farmaci), epatite acuta o cronica.

## Sovradosaggio
In caso di sovradosaggio, accidentale o volontario, il paziente manifesta sonnolenza, sedazione marcata che può giungere fino al coma, ipotonia muscolare, iporeflessia, convulsioni, miosi, ipertensione intracranica cui può associarsi iperammoniemia, edema cerebrale, insufficienza respiratoria e insufficienza cardio-circolatoria potenzialmente fatali. La sintomatologia in alcuni casi può essere ritrdata fino a 10-12 ore dopo l'ingestione acuta.

Il trattamento del sovradosaggio deve essere intrapreso a livello ospedaliero. In caso di ingestione datante da poche ore (massimo una decina) è possibile ricorrere alla lavanda gastrica. Utile anche la diuresi osmotica (ricorrendo generalmente al glicerolo o mannitolo). Si devono attuare anche tutte le normali misure di supporto alle funzioni vitali mentre il paziente resta sotto attento monitoraggio cardiaco e respiratorio. Nei casi più gravi può essere necessario ricorrere alla dialisi o all'exsanguino-trasfusione.

## Gravidanza e allattamento
Ad oggi non esistono dati sicuri ed affidabili sull'utilizzo di valpromide sufficienti per valutarne il profilo di sicurezza d'impiego in donne in stato di gravidanza. È noto che nei figli di donne epilettiche che assumono antiepilettici durante la gestazione, il tasso complessivo di malformazioni (malformazioni cardiovascolari, labioschisi) e di autismo è superiore 2-3 volte rispetto al tasso normale. Tuttavia non è stato ancora chiarito quale percentuale di queste malformazioni sia da attribuire alla malattia di base e quale al farmaco. In caso di gravidanza l'improvvisa interruzione della terapia non è comunque auspicabile potendo condurre a ripetuti attacchi epilettici con gravi conseguenze sia per la madre sia per il feto.

## Interazioni
- Neurolettici, inibitori delle monoamino ossidasi (IMAO), antidepressivi triciclici, benzodiazepine: la terapia di associazione con valpromide può potenziare l'effetto di queste altre sostanze psicotrope.[16][17]